# Arie de Keyzer
Arie de Keyzer (Breda, 1 juni 1943) is een Nederlands voormalig hockeyer.

## Biografie
De Keyzer speelde in de jaren 1960-1966 interlands voor de Nederlandse hockeyploeg. De buitenspeler maakte deel uit van de selecties die deelnamen aan de Olympische Spelen van 1964 en de Olympische Spelen van 1968. In de Nederlandse competitie speelde De Keyzer voor BH & BC Breda. Buiten het hockey runde hij verschillende assurantiebedrijven.
Joost Boks · 
Charles Coster van Voorhout · 
John Elffers · 
Frans Fiolet · 
Jan Piet Fokker · 
Jan van Gooswilligen · 
Francis van 't Hooft · 
Arie de Keyzer · 
Leendert Krol · 
Jaap Leemhuis · 
Chris Mijnarends · 
Erik van Rossem · 
Nico Spits · 
Theo Terlingen · 
Jan Veentjer · 
Jaap Voigt · 
Theo van Vroonhoven · 
Frank Zweerts ·
Coach: Piet Bromberg
Joost Boks · 
Aart Brederode · 
Edo Buma · 
Sebo Ebbens · 
John Elffers · 
Jan Piet Fokker · 
Otto ter Haar · 
Gerard Hijlkema · 
Arie de Keyzer · 
Ewald Kist · 
Tippy de Lanoy Meijer · 
Frans Spits · 
Heiko van Staveren · 
Theo Terlingen · 
Kik Thole · 
Theo van Vroonhoven · 
Piet Weemers ·
Coach: Piet Bromberg